# Vasilij Tichomirov
Vasilij Dmitrievič Tichomirov (in russo: Василий Дмитриевич Тихомиров; trasl. angl.: Vasiliy Dmitriyevich Tikhomirov; Mosca, 29 marzo 1876 – Mosca, 20 giugno 1956) è stato un ballerino e coreografo russo.

## Biografia
Studiò danza alla Scuola imperiale di balletto di San Pietroburgo sotto la supervisione di Pavel Gerdt, prima di diplomarsi nel 1893. 
Nello stesso anno fece il suo debutto al BOL nel balletto di Robert e Bertam. Fino al suo ritiro nel 1935 ottenne successo interpretando i principali ruoli maschili, tra cui i protagonisti ne Le Corsaire, Il lago dei cigni e Raymonda.
Tra il 1900 e il 1935 fu anche maestro di balletto del Teatro Bol'šoj, diventando anche direttore del balletto dal 1908. Fu spesso partner in scena della moglie Ekaterina Vasil'evna Gel'cer. 
Ancora molto attivo sulla scena dopo i quarantacinque anni, negli ultimi anni della sua carriera danzò i ruoli principali ne La bella addormentata (1924), La Sylphide (1925) e La Esmeralda (1926)